# Brazen
Brazen (Impúdica en Hispanoamérica, y Sin pudor en España) es una película estadounidense de suspenso de 2022, basada en la novela Brazen Virtue de Nora Roberts. Escrita por David Golden y dirigida por Monika Mitchell, es protagonizada por Alyssa Milano y Samuel Page. Fue lanzada el 13 de enero de 2022 en la plataforma Netflix.

## Sinopsis
Grace Miller (Alyssa Milano) es una aclamada escritora de novelas de crímenes y misterio que, tras recibir una llamada urgente de su hermana Kathleen (Emilie Ullerup), regresa a la casa familiar en Washington, D.C para ayudarla en el juicio para ganar la custodia de su hijo. Una vez allí su hermana es asesinada y sale a la luz un gran secreto que impacta a Grace, quien utilizará todos sus conocimientos sobre crímenes, y se involucrará en la investigación del caso junto al detective de la división de asesinatos de la policía, Ed Jennings (Samuel Page).

## Reparto
- Alyssa Milano como Grace Miller[5]
- Samuel Page como Ed Jennings[6]
- Emilie Ullerup como Kathleen Breezewood/Desirée[7]
- Malachi Weir como Ben[7]
- David Lewis como Jonathan Breezewood[7]
- Matthew Finlan como Jerald Baxter[8]
- Colleen Wheeler como la senadora Baxter[9]
- Lossen Chambers como Stacey White[8]
- Daniel Diemer como Rand[8]
- Alison Araya como la capitán Rivera[8]
- Aaron Paul Stewart como Billy[8]

## Producción
En enero de 2021, se anunció que Alyssa Milano sería la protagonista una adaptación cinematográfica del thriller Brazen Virtue escrito por Nora Roberts con la dirección de Monika Mitchell.

## Controversia
Tras el anuncio de que Alyssa Milano protagonizaría la película, la página de Facebook de Nora Roberts se llenó de respuestas negativas de sectores de su base de seguidores que criticaban el papel de Milano en el movimiento #MeToo y criticaban la administración de Donald Trump. Roberts declaró:

«Estoy encantada de que la Sra. Milano haya sido elegida para la adaptación de Brazen Virtue de Netflix. Decir que me sorprendieron y horrorizaron algunos de los comentarios sobre el anuncio en mi página de Facebook es quedarse corto. Expuse mi artículo, lo publiqué públicamente y lo apoyo a él y a la Sra. Milano. A aquellos que afirman que nunca volverán a leer mi trabajo debido a los diferentes puntos de vista y opiniones políticas, o porque una actriz talentosa y experimentada interpretará un papel, solo puedo decir que es su elección. Creo que la Sra. Milano y yo sobreviviremos».
Nora Roberts

## Recepción
En el agregador de reseñas Rotten Tomatoes otorgó una calificación de aprobación del 17 % basada en 12 reseñas, con una calificación promedio de 2.9/10.